# فرایند آلفا سه‌گانه

روند کلی فرایند آلفا سه گانه.

فرایند آلفای سه گانه (به انگلیسی: Triple-alpha process) مجموعه‌ای از فرایندهای همجوشی هسته‌ای است که در آن سه هستهٔ هلیم-۴ (ذرات آلفا) به کربن تبدیل می‌شوند.

## فرآیند آلفای سه‌گانه در ستاره‌ها
در نتیجهٔ واکنش زنجیره‌ای پروتون-پروتون و چرخه کربن-نیتروژن-اکسیژن، هلیوم در هستهٔ ستاره‌ها جمع می‌شود. واکنش همجوشی هسته‌ایِ دو هستهٔ هلیوم-۴ باعث تولید بریلیوم-۸ می‌شود که بسیار ناپایدار است و به هسته‌های کوچک‌تری با نیمه عمر ۸٫۹ × ۱۰-۱۷ ثانیه تباهیده می‌شود مگر آن‌که در این مدت ذرهٔ آلفای سومی با بریلیوم-۸ گداخته شود. در این صورت، یک حالت رزونانس از کربن-۱۲ برانگیخته تولید می‌شود که به آن حالت هویل می‌گویند. این حالت تقریباً همیشه به سه ذرهٔ آلفا بر می‌گردد؛ اما در  حدود هر ۲۴۲۱٫۳ مرتبه، انرژی آزاد می‌کند و به حالت پایدارِ شکل کربن-۱۲ تغییر می‌کند. 
وقتی که هستهٔ ستاره از سوخت هیدروژن برای همجوشی خالی شد، شروع به انقباض می‌کند و گرم می‌شود. اگر دمای مرکزی به ۱۰۸ Kبرسد، یعنی شش برابر داغ‌تر از دمای هستهٔ خورشید، ذرات آلفا می‌توانند با چنان سرعتی گداخته شوند که از سد برلیوم-۸ بگذرند و مقدار قابل توجهی از کربن-۱۲ پایدار تولید کنند.
| 4 2He + 4 2He → 8 4Be                          | (−0.0918 MeV) |
| 8 4Be + 4 2He → 12 6C + 2Error no link defined | (+7.367 MeV)  |
انرژی خالص آزاد شده در این فرایند ۷٫۲۷۵ MeV است.
از فرایندهای جانبی این گداخت، همجوشی برخی از هسته‌های کربن با هلیوم‌های اضافه است که باعث تولید ایزوتوپ پایداری از اکسیژن و آزاد شدن انرژی می‌شود:
12
6C + 4
2He → 16
8O + Error no link defined (+7.162 MeV)
همجوشی هسته‌ای هلیوم با اکسیژن، لیتیوم-۵ می‌سازد که به شدت ناپایدار است و به هسته‌های کوچکتری با نیمه عمر ۳٫۷ × ۱۰-۲۲  ثانیه واپاشیده می‌شود.
همجوشی با هسته‌های بیشتری از هلیوم در زنجیرهٔ هسته‌زایی ستاره‌ای، عناصر سنگین‌تری نیز می‌سازد که به فرآیند آلفا معروف است. اما این فعل و انفعالات فقط در هستهٔ ستاره‌هایی قابل توجه هستند که نسبت به هسته‌های فرایند سه‌گانه، دما و فشار بالاتری دارند. این شرایط، وضعیتی ایجاد می‌کند که در آن هسته‌زایی ستاره‌ای مقادیر زیادی از کربن و اکسیژن تولید می‌کنند اما فقط کسر کوچکی از این مقدار به نئون یا دیگر عنصرهای شیمیایی سنگین‌تر تبدیل می‌شود. اکسیژن و کربن، خاکستر اصلی هلیوم-۴ سوزی است.

## کربن آغازین
فرآیند آلفای سه‌گانه در حرارتها و فشارهای اولیه در انفجار بزرگ بی‌اثر است. یکی از نتایج این امر، این است که در انفجار بزرگ کربن قابل توجهی تولید نشده است. 